# Santos Futebol Clube de Angola
Maillots
Le Santos Futebol Clube de Angola est un club angolais de football basé à Luanda. En deuxième division angolaise, Santos FC de Angola se qualifie et promu pour la Girabola 2007.

## Palmarès
- Coupe d'Angola de football (1)
  - Vainqueur : 2008

- Supercoupe d'Angola de football (1)
  - Vainqueur : 2009